# Vladímir Máminov
Vladímir Máminov (en ruso: Владимир Александрович Маминов; Moscú, RSFS de Rusia, 4 de septiembre de 1974) es un exfutbolista y entrenador de fútbol uzbeko. Jugó de volante y jugó toda su carrera en el Lokomotiv Moscú de la Liga Premier de Rusia.

## Selección nacional
Fue internacional con la selección de fútbol de Uzbekistán; jugó doce partidos internacionales en los que anotó tres goles de 2001 a 2005.

## Clubes

### Jugador
| Club            | País  | Año       |
| --------------- | ----- | --------- |
| Lokomotiv Moscú | Rusia | 1992-2008 |

### Entrenador
| Club                | País       | Año       |
| ------------------- | ---------- | --------- |
| Lokomotiv Moscú     | Rusia      | 2009      |
| Lokomotiv Moscú     | Rusia      | 2011      |
| FC Rubin Kazan      | Rusia      | 2014      |
| FC Khimki           | Rusia      | 2014-2015 |
| FC Solyaris Moscow  | Rusia      | 2016-2017 |
| FC Tyumen           | Rusia      | 2017-2018 |
| FC Aktobe           | Kazajistán | 2020      |
| FC Kuban Krasnodar  | Rusia      | 2021      |
| FC Spartak Kostroma | Rusia      | 2022      |

## Logros
- Liga Premier de Rusia (2): 2002, 2004
- Copa de Rusia (5): 1995/96, 1996/97, 1999/00, 2000/01, 2006/07
- Supercopa de Rusia (2): 2003, 2005
- Copa de la CEI (1): 2005